# یخچال طبیعی کارستنز
یخچال طبیعی کارستنز (به لاتین: Carstensz Glacier) یک یخچال طبیعی در اندونزی است که در Puncak Jaya, Sudirman Range, Papua (Indonesian province) واقع شده‌است.